# Essex Street
Essex Street (en español: Calle Essex) es una calle de orientación norte-sur en el barrio del Lower East Side del borough neoyorquino de Manhattan. Al norte de Houston Street, la vía se convierte en la Avenida A, que sigue hacia el norte hasta la Calle 14. Al sur de Canal Street se convierte en Rutgers Street, el punto final sur de esta es South Street.
Essex Street fue trazada por James Delancey justo antes de la Revolución Americana como el lado este de "Delancey Square" creado para una propiedad genril. Delancey nombró la calle en honor del condado de Essex en Inglaterra. Delancey regresó a Inglaterra como un lealista en 1775, y el parque se lotizó y construyó.
Fue durante mucho tiempo parte del enclave judío del Lower East Side, muchos comercios propiedad de judíos operaban en la calle incluyendo una tienda de pepinillos y muchas tiendas de judaica. Durante los fines del siglo XIX e inicios del siglo XX fue algunas veces referido coloquialmente como 'Pickle Alley' (en español: "Callejón del pepinillo"). También es la ubicación del Mercado de Essex Street.
Al sur de Hester Street, Essex Street esta bordeada al este por el Seward Park.
La Línea de la Sexta Avenida del Metro de Nueva York va debajo de Essex Street y tiene estaciones en Delancey Street (trenes , , ,  y ) e East Broadway (trenes  y ). El bus M9 recorre en Essex Street por toda su extensión mientras la M14A+ Select Bus recorre la vía desde la norte de Grand Street.

## Mercado deEssex StreetyEssex Crossing

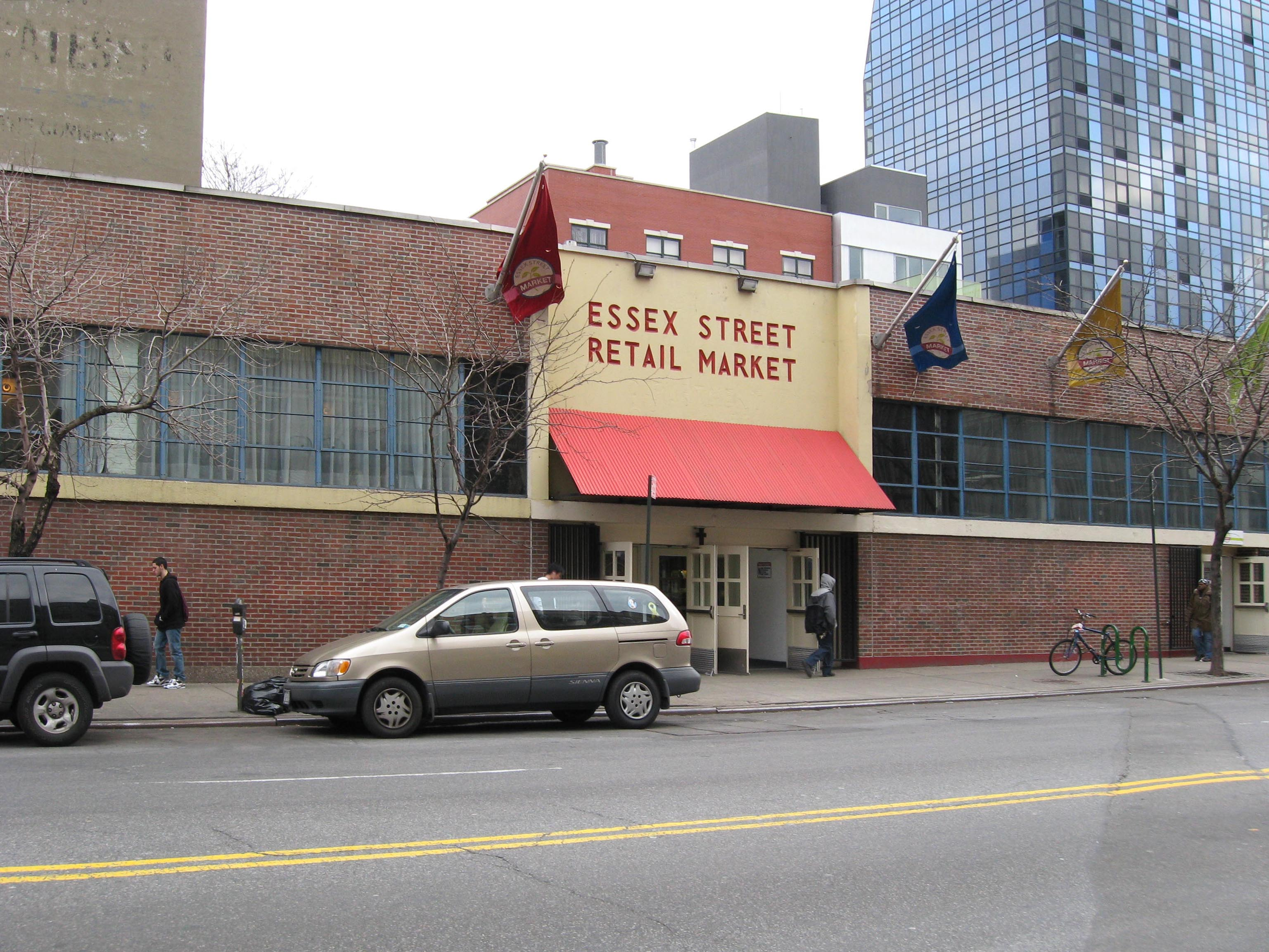
Mercado Essex Street

El Mercado de Essex Street, construido en los años 1940, es una tienda por departamento que fue una de varias isntalaciones construidas bajo la administrción del alcalde Fiorello La Guardia en el 120 Essex Street, en la esquina con Delancey Street. El Essex Street Market es operado y administrado por la Corporación de Desarrollo Económico de la Ciudad de Nueva York (NYCEDC por sus siglas en inglés).
En septiembre del 2013 se anunció que el mercado sería integrado a Essex Crossing, un proyecto de 1,100 millones de dólares cuya construcción empezó en el 2015, y que tendría 1000 departamentos para ingresos bajos, moderados y medios, una sala de cine, una bolera y espacio cultural. Se espera que esté terminado en el 2024.  El antiguo mercado debía cerrar el 5 de mayo del 2019 y la nueva ubicación se abriría ocho días después.